# Перна (Мачерата)
Перна (итал. Perna) насеље је у Италији у округу Мачерата, региону Марке.
Према процени из 2011. у насељу је живело 18 становника. Насеље се налази на надморској висини од 33 м.